# Wes Morgan
Westley Nathan "Wes" Morgan, född 21 januari 1984 i Nottingham, England, är en jamaicansk före detta fotbollsspelare som spelade som försvarare. 

## Karriär
Den 30 januari 2012 värvades Morgan av Leicester City, där han skrev på ett 2,5-årskontrakt. Under Premier League-säsongen 2015/2016 bildade han ett framgångsrikt mittbackspar med kollegan Robert Huth. Leicester vann serien det året med Morgan som lagkapten.
I mars 2019 förlängde han sitt kontrakt med ett år. Den 21 maj 2021 meddelade Morgan att han skulle avsluta sin fotbollskarriär vid slutet av säsongen.